# Cornu Nedeii - Ciungii Bălăsinii
Cornu Nedeii - Ciungii Bălăsinii este o arie protejată de interes național înclusă în Parcul Natural Munții Maramureșului, ce corespunde categoriei a IV-a IUCN (rezervație naturală de tip faunistic), situată în județul Maramureș, pe teritoriul administrativ al orașului Borșa. 

## Localizare
Aria naturală se află în extremitatea nord-estică a județului Maramureș, în Munții Maramureșului, grupă muntoasă a Carpaților Maramureșului și Bucovinei, ce aparțin lanțului muntos al Carpaților Orientali, aproape de granița României cu țara vecină, Ucraina) .

## Descriere
Rezervația naturală a fost declarată arie protejată prin Legea Nr. 5 din 6 martie 2000 publicată în Monitorul Oficial al României Nr. 152 din 12 aprilie 2000 (privind aprobarea Planului de amenajare a teritoriului național - Secțiunea a III-a -  arii protejate) și se întinde pe o suprafață de 500 hectare.
Aria naturală reprezintă o zonă montană constituită din ponoare, izvoare carstice (Fântâna Stanchii), văii (Cisla, Șesuri, Vulcănescu), abrupturi calcaroase (Cearcănul, Stâna Sasului, Podul Cearcănului) și căldări glaciare (partea nordică a Vârfului Jupania), cu sectoare de pășuni de munte, păduri de conifere și jnepenișuri (Cornul Nedeii,  Cearcănul Mestecăniș); cu o mare diversitate de floră și faună apecifică Orientalilor.

## Floră
Flora este alcătuită din arbori, arbusti, ierburi și flori; dintre care unele protejate la nivel european prin Directiva Consiliului European 92/43 (privind conservarea habitatelor naturale și a speciilor de faună și floră sălbatică)din 21 mai 1992; astfel:

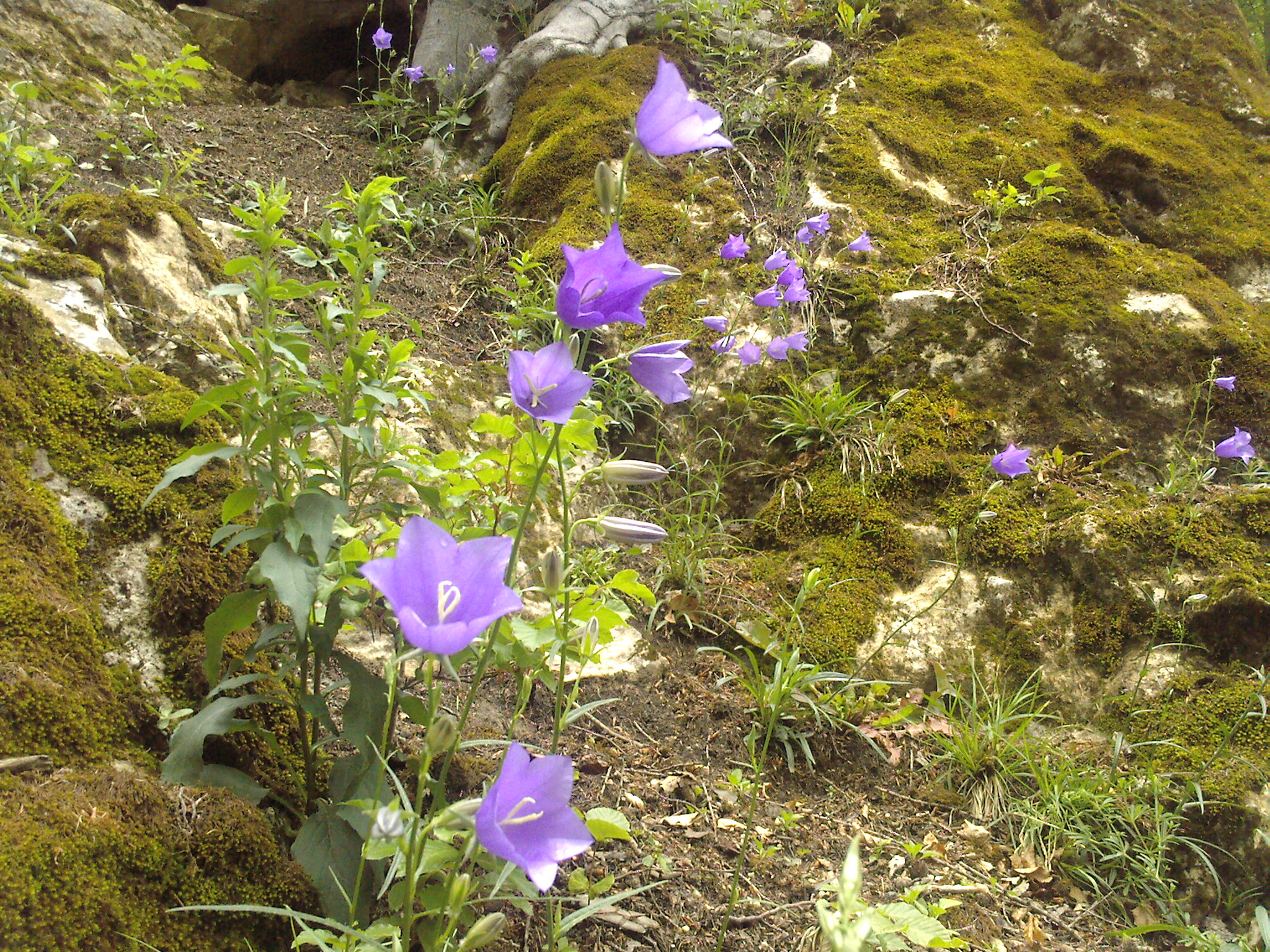
Clopoței de munte (Campanula carpatica)

Arbori și arbusti cu specii de brad (Abies alba), molid (Picea Abies), pin (Pinus), larice (Larix decidua), zâmbru (Pinus cembra), zadă (Larix), tisă (Taxus baccata), fag (Fagus sylvatica), gorun (Quercus petraea), stejar (Quercus robur), carpen (Carpinus betulus), paltin de munte (Acer pseudoplatanus), tei (Tilia cordata), frasin (Fraxinus excelsior), jugastru (Acer campestre), mesteacăn (Betula pendula), castan sălbatic (Aesculus hippocastanum), ulm (Ulmus glabra), arțar (Acer platanoides), arin de munte (Alnus viridis), arin negru (Alnus glutinosa), salcie albă (Salix alba),  jneapăn (Pinus mugo), ienupăr (Juniperus communis), păducel (Crataegus monogyna), soc negru (Sambucus nigra), corn (Cornus mas), alun (Corylus avellana), mur (Rubus fruticosus), zmeur (Rubus idaeus), măceș (Rosa canina) sau afin (Vaccinum myrtillus L.).
La nivelul ierburilor vegetează specii floristice cu exemplare de:  papucul doamnei (Cypripedium calceolus), vârtejul-pământului (Pedicularis verticillata), ligularia (Ligularia sibirica), firuță-de-munte (Poa granitica ssp. disparilis), frigurele (Cardaminopsis neglecta), clopoțel de munte ( din specia Campanula carpatica), drețe (Lysimachia nemorum), gălbinele (Lysimachia punctata), limba cucului (Botrichium lunaria),  iarba-gâtului (Tozzia carpathica), iarbă-grasă (Sedum sexangulare), lopățea (Lunaria rediviva), saxifragă (Saxifraga carpatica), clopoțel (Symphyandra wanneri), brândușă de toamnă (Colchicum autumnale), crețișoară (Alchemilla vulgaris), ciuboțica cucului (Primula vernis), păștiță (Anemone nemerosa), margaretă (Leucanthemum vulgare), coada șoricelului (Achillea millefolium), țintaură (Centaurium umbellatum), coada-calului (Equisetum arvense) sau cupă (Gentiana kochiana).

## Faună
În arealul rezervației își au habitatul mai multe specii de mamifere, păsări, reptile și amfibieni; dintre care unele protejate la nivel european prin aceeași Directivă CE 92/43 din 21 mai 1992 sau aflate pe lista roșie a IUCN.
Mamifere cu specii de: cerb (Cervus elaphus), căprioară (Capreolus capreolus), lup cenușiu (Canis lupus), urs brun (Ursus arctos), mistreț (Sus scrofa), vulpe (Vulpes vulpes crucigera), râs eurasiatic (Lynx lynx), vidră de râu (Lutra lutra), veveriță (Sciurus carolinensis), jder (Martes martes) sau  dihor (Mustela putorius).
Păsări: cocoșul de munte (Tetrao urogallus), acvilă de munte (Aquila chrysaetos), uliu porumbar (Accipiter gentilis), corb (Corvus corax), mierlă de apă (Cinclus cinclus), mierlă (Turdus merula), codobatură (Motacilla alba), ciocănitoare-de-munte (Pycoides tridactylus), scatiu (Carduelis spinus), pițigoi-de-brădet (Parus ater), mugurar (Pyrrhula pyrrhula), fazan (Phasianus colchicus), rândunică (Tachycineta bicolor), vrabie (Passer domesticus), cuc (Cuculus canorulus), cinteză (Fringilla coelebs), uliu-păsărar (Accipiter nisus), sturz-de-vâsc (Turdus viscivorus), sticlete (Carduelis carduelis), pițigoi-moțat (Parus cristatus), vânturel (Falco vespertinus), sau aușel (Regulus regulus).   

## Atracții turistice
În vecinătatea rezervației naturale se află mai multe obiective de interes turistic (lăcașuri de cult, monumente istorice, arii protejate, zone naturale), astfel:

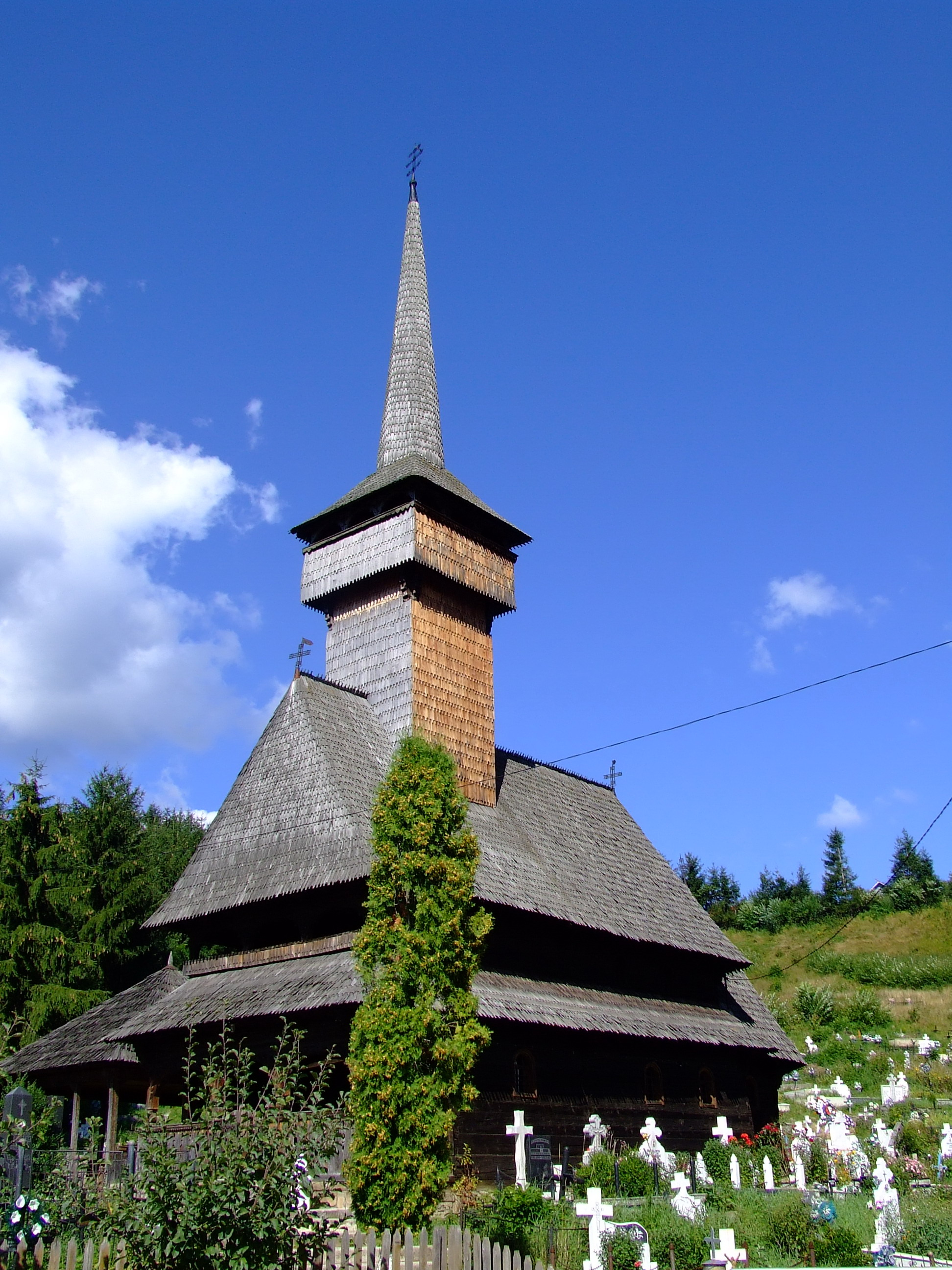
Biserica de lemn din Borșa

- Biserica de lemn din Borșa din Jos cu hramul „Sfinții Arhangheli Mihail și Gavriil”, construcție 1700, monument istoric
- Dumeții montane în Munții Maramureșului, Rodnei și Țibăului
- Parcul Natural Munții Maramureșului
- Stâncăriile Sâlhoi - Zâmbroslavele, arie protejată de tip peisagistic, geologic și botanic
- Rezervația științifică Piatra Rea
- Rezervația științifică Pietrosu Mare

## Căi de acces
- Drumul național DN18 pe ruta: Baia Mare – Sighetu Marmației – Vișeu de Sus – Moisei – Borșa